# Франсіско Сільва
Франсіско Сільва (ісп. Francisco Silva, нар. 11 лютого 1986, Кільйота) — чилійський футболіст, опорний півзахисник клубу «Універсідад Католіка» та, в минулому, національної збірної Чилі.

## Клубна кар'єра
У дорослому футболі дебютував 2006 року виступами за команду клубу «Універсідад Католіка», в якій провів сім сезонів, взявши участь у 167 матчах чемпіонату. Більшість часу, проведеного у складі «Універсідад Католіка», був основним гравцем команди.
22 січня 2013 року приєднався до іспанської «Осасуни» на умовах оренди з правом викупу. На початку червня того ж року іспанський клуб скористався цим правом. В сезоні 2013-14 стабільно виходив на поле в основному складі «Осасуни», втім не зміг допомогти команді зберегти місце у вищому дивізіоні іспанського футболу. Наступного сезону провів одну гру в Сегунді, після чого був орендований бельгійським «Брюгге» терміном на один рік знов таки з правом викупу.

## Виступи за збірну
У травні 2007 року дебютував в офіційних матчах у складі національної збірної Чилі, вийшовши на поле у товариській грі проти збірної Куби. Відтоді провів у формі головної команди країни 39 матчів.
У складі збірної був учасником розіграшу Кубка Америки 2011 року в Аргентині та чемпіонату світу 2014 року в Бразилії.

## Титули і досягнення
- Чемпіон Чилі (3):

«Універсідад Католіка»: 2010, 2019, 2020
- Володар Кубка Чилі (1):

«Універсідад Католіка»: 2011
- Володар Кубка Бельгії (1):

«Брюгге»: 2014–15
- Володар Кубка банку Суруга (1):

«Індепендьєнте»: 2018
- Володар Суперкубка Чилі (1):

«Універсідад Католіка»: 2020
- Володар Кубка Америки (2):

Чилі: 2015, 2016